# Месје 57
Месје 57 (М57, Маглина Прстен) је планетарна маглина у сазвежђу Лира која се налази у Месјеовом каталогу објеката дубоког неба.
Деклинација објекта је + 33° 1' 47" а ректасцензија 18h 53m 35,1s. Привидна величина (магнитуда) објекта М57 износи 8,8 а фотографска магнитуда 9,7. М57 је још познат и под ознакама NGC 6720, PK 63+13.1.